# El Gran Buck Howard
The Great Buck Howard es una película estadounidense de 2008. La película se estrenó en el Festival de Cine de Sundance de 2008 el 18 de enero de 2008.

## Argumento
Un ilusionista llamado Buck Howard (John Malkovich) está al borde de la quiebra y debe conformarse con actuar en pequeños pueblos, pero su ayudante, Troy Gable, (Colin Hanks) hará todo lo posible porque vuelva a recuperar el éxito perdido. 